# Piłka nożna w Polsce (2024/2025)

## Uczestnicy szczebla centralnego
W rozgrywkach szczebla centralnego w Polsce (Ekstraklasa, I liga i II liga) w sezonie 2024/2025 wzięły udział 54 drużyny:
| LEGLPOPOGOGRWARZLURADSMIWIDKORJAGŚLĄWPŁLGDMIEŁKSBBTŁK2ZA2STRARKCHGGKŁRESODOCCHPGMPWAZNIKOTSSWWPUMOTKALPSIELBŚWS Drużyny, które uczestniczyły w rozgrywkach szczebla centralnego w Polsce w sezonie 2024/2025 (czerwone kropki oznaczają zespoły z Ekstraklasy, zielone z I ligi, natomiast niebieskie z II ligi) | RAKPIAGZARCHPODKATZSOTYCSKCJASPBTREK Drużyny, które uczestniczyły w rozgrywkach szczebla centralnego w Polsce w sezonie 2024/2025 z województwa śląskiego (czerwone kropki oznaczają zespoły z Ekstraklasy, zielone z I ligi, natomiast niebieskie z II ligi) | CRAWKRPNIWIEHUT Drużyny, które uczestniczyły w rozgrywkach szczebla centralnego w Polsce w sezonie 2024/2025 z Krakowa i okolic (czerwone kropki oznaczają zespoły z Ekstraklasy, zielone z I ligi, natomiast niebieskie z II ligi) |

## Rozgrywki piłki nożnej mężczyzn
| Mistrzostwa Polski                                                                           | Mistrzostwa Polski                       |
| -------------------------------------------------------------------------------------------- | ---------------------------------------- |
| 1. miejsce – Mistrz Polski                                                                   | Lech Poznań                              |
| 2. miejsce – Wicemistrz Polski                                                               | Raków Częstochowa                        |
| 3. miejsce                                                                                   | Jagiellonia Białystok                    |
| Król strzelców ekstraklasy                                                                   | 28 – Eftimis Kuluris (Pogoń Szczecin)    |
| Klub 100 - Klub 300 - Tabela wszech czasów Ekstraklasy w piłce nożnej                        |                                          |
| Europejskie Puchary                                                                          |                                          |
| Liga Mistrzów UEFA (2024/2025)                                                               | Jagiellonia Białystok (mistrz 2023/2024) |
| Liga Europy UEFA (2024/2025)                                                                 | Wisła Kraków (Puchar Polski 2023/2024)   |
| Liga Konferencji UEFA (2024/2025)                                                            | Śląsk Wrocław (2. miejsce 2023/2024)     |
| Liga Konferencji UEFA (2024/2025)                                                            | Legia Warszawa (3. miejsce 2023/2024)    |
| UEFA – Współczynnik UEFA – Statystyki występów polskich klubów w europejskich pucharach UEFA |                                          |
| Puchar Polski / Superpuchar Polski                                                           |                                          |
| Puchar Polski w piłce nożnej (2024/2025)                                                     |                                          |
| 1. miejsce – zdobywca                                                                        | Legia Warszawa                           |
| 2. miejsce – finalista                                                                       | Pogoń Szczecin                           |
| Superpuchar Polski 2025                                                                      |                                          |

## System ligowy
| Poziomy rozgrywkowe w sezonie 2024/2025 | Poziomy rozgrywkowe w sezonie 2024/2025 | Poziomy rozgrywkowe w sezonie 2024/2025                               | Poziomy rozgrywkowe w sezonie 2024/2025                                                                                      |
| --- | --------------------------------------- | --------------------------------------------------------------------- | --- |
| Centralne | I                                       | Ekstraklasa w piłce nożnej (2024/2025)                                | Stal Mielec, Śląsk Wrocław, Puszcza Niepołomice                                                                              |
| Centralne | II                                      | I liga polska w piłce nożnej (2024/2025)                              | Arka Gdynia, Bruk-Bet Termalica Nieciecza, Wisła Płock Kotwica Kołobrzeg, Warta Poznań, Stal Stalowa Wola                    |
| Centralne | III                                     | II liga polska w piłce nożnej (2024/2025)                             | Polonia Bytom, Pogoń Grodzisk Mazowiecki, Wieczysta Kraków Wisła Puławy, Zagłębie II Lubin, Skra Częstochowa, Olimpia Elbląg |
| Makroregionalne | IV                                      | III liga polska w piłce nożnej (2024/2025) 4 grupy: I – II – III – IV | Unia Skierniewice, Sokół Kleczew, Śląsk II Wrocław, Sandecja Nowy Sącz, Podhale Nowy Targ                                    |
| Okręgowe (16 okręgów) | V                                       | IV liga polska w piłce nożnej (2024/2025) 16 grup                     | |
| Okręgowe (16 okręgów) | VI                                      | Klasa Okręgowa/V liga                                                 | |
| Okręgowe (16 okręgów) | VII                                     | Klasa A/Klasa Okręgowa                                                | |
| Okręgowe (16 okręgów) | VIII                                    | Klasa B/Klasa A                                                       | |
| Okręgowe (16 okręgów) | IX                                      | Klasa C/Klasa B                                                       | |
| System ligowy piłki nożnej w Polsce – Tabela wszech czasów Ekstraklasy w piłce nożnej – Tabela wszech czasów polskiej I ligi w piłce nożnej – Tabela wszech czasów polskiej II ligi piłkarskiej                                                                                   |                                         |                                                                       | |
| IV liga grupy: dolnośląska – kujawsko-pomorska – lubelska – lubuska – łódzka – małopolska – mazowiecka – opolska – podkarpacka – podlaska – pomorska – śląska – świętokrzyska – warmińsko-mazurska – wielkopolska – zachodniopomorska                                             |                                         |                                                                       | |
| Okręgowe rozgrywki - 16 województw (OZPN): dolnośląskie – kujawsko-pomorskie – lubelskie – lubuskie – łódzkie – małopolskie – mazowieckie – opolskie – podkarpackie – podlaskie – pomorskie – śląskie – świętokrzyskie – warmińsko-mazurskie – wielkopolskie – zachodniopomorskie |                                         |                                                                       | |

## Inne rozgrywki piłkarskie
| Rozgrywki młodzieżowe / Mistrzostwa Polski juniorów w piłce nożnej | Rozgrywki młodzieżowe / Mistrzostwa Polski juniorów w piłce nożnej                                 |
| ------------------------------------------------------------------ | -------------------------------------------------------------------------------------------------- |
| Centralna Liga Juniorów w piłce nożnej                             | Centralna Liga Juniorów w piłce nożnej (2024/2025) · Legia Warszawa Śląsk Wrocław Lech Poznań      |
| Piłka nożna kobiet w Polsce                                        | |
| Ekstraliga polska w piłce nożnej kobiet                            | Ekstraliga polska w piłce nożnej kobiet (2024/2025) · GKS Katowice Czarni Sosnowiec Pogoń Szczecin |